# タイガー・ジェット・シン
タイガー・ジェット・シン（Tiger Jeet Singh、本名：Jagjit Singh Hans、1944年4月3日 - ）は、インド出身のカナダ国籍のプロレスラー、実業家。
パンジャーブ州ルディヤーナー生まれ。カナダ在住。スペリングの通り、より原音に近いリングネームの表記はタイガー・ジート・シン。シク教徒。ニックネームは「インドの猛虎」「インドの狂虎」「狂える虎」など。息子のタイガー・アリ・シンもプロレスラーであり、WWEのリングでも活動した。

## 概要
ターバンを頭部に巻いてフェンシングのサーベルを振りかざす姿で一世を風靡したヒールレスラー。しかし、ここぞという場面では正統派レスリングを見せ、アントニオ猪木らトップクラスのレスラーにも勝利している。言動には独自の哲学を徹底して貫いており、多くの関係者から一目置かれる存在となっている。
日本国外や地元トロントではベビーフェイスとして活躍を続ける一方、プロレス以外の様々な事業を経営している。プロレス業界のみならず、財界、政界とも繋がりがあり、北米インド人社会では最も著名な人物の一人である。

## 来歴

### デビューから来日前（〜1973年）
軍隊を退役後、インド・レスリングの英雄グレート・ガマ流のレスリング・テクニックを身につけて1965年にシンガポールでレスラーとしてデビュー、その後カナダへ渡ったとされる。
カナダではジャイアント馬場のアメリカ修行時代の師匠でもあるフレッド・アトキンスに正統派レスリングを叩き込まれ、オンタリオ州トロントを拠点とするNWA傘下団体メープル・リーフ・レスリングにおいて1965年9月にデビュー。翌1966年7月31日には師匠のアトキンスとのコンビで、同地区のインターナショナル・タッグ王座をホイッパー・ビリー・ワトソン&ブルドッグ・ブラワーから奪取する。
1967年6月11日、ジョニー・バレンタインを破ってUSヘビー級王座を獲得。日本では無名の存在であったが、以降は当時のトロント地区で完全にメインイベンターの地位を確立。同年は7月23日にジン・キニスキーのNWA世界ヘビー級王座、9月24日と10月15日にはブルーノ・サンマルチノのWWWF世界ヘビー級王座にそれぞれ挑戦している。バレンタインから奪取したUSヘビー級王座は、エドワード・カーペンティアやドン・レオ・ジョナサンなどのビッグネームを相手に防衛を続け、1968年5月まで保持していた。
ベビーフェイスに転向すると、インド移民の多いカナダでの人気はさらに上昇、1971年2月に行われたザ・シークとのシングルマッチでは1万8000人を超える観衆を集め、当時の年収は約8万ドルにも達していたという。同年はオーストラリアへ遠征しジム・バーネット主宰のワールド・チャンピオンシップ・レスリングに参戦してスパイロス・アリオンとも対戦、5月30日にはシンタロー・フジことミスター・フジと組んでマーク・ルーイン&キング・イヤウケアから豪州版のIWA世界タッグ王座を奪取した。初来日直前もオーストラリアを主戦場とし、スティーブ・リッカードらとツアーを同行する。このリッカードとの邂逅がきっかけで、後にシンは日本で大成功を収めことになる（後述）。

### 新日本プロレス参戦期（1973 - 1981年）
1973年5月、新日本プロレスに初来日（後述）。以降、アントニオ猪木と因縁の抗争劇を繰り広げ、一躍外国人レスラーのトップとなる。1973年11月5日には妻の倍賞美津子と買物途中だった猪木を襲撃した「新宿伊勢丹前襲撃事件」、1974年6月26日には猪木にアームブリーカーで右肘を脱臼させられた「腕折り事件」など、スキャンダラスな事件もリング内外で起こった（後述）。猪木がジョニー・パワーズから奪取したNWFヘビー級王座にも幾度となく挑戦し、1975年3月13日には広島県立体育館にて猪木を破り新チャンピオンとなった。
猪木との抗争と並行して、タッグ戦線では1977年1月より上田馬之助との極悪コンビを結成、坂口征二&ストロング小林のパワー・ファイターズを相手に北米タッグ王座を巡る抗争を展開した。上田とは一時的に仲間割れを起こし、1978年9月19日に大阪府立体育館において、猪木の特別レフェリーのもと上田とのシングルマッチが行われたが、試合途中より上田と共謀して猪木を急襲。結果は無効試合となるも、以降は上田と和解して再び共同戦線を張った。この上田戦は、大阪府立体育館で行われた新日本プロレスの興行では初の超満員札止めとなった。
日本を主戦場にしつつ、トロントのメープル・リーフ・レスリングへの出場も続け、1979年は1月14日にリック・フレアーから勝利を収め、2月4日にはニック・ボックウィンクルのAWA世界ヘビー級王座に挑戦。同地ではベビーフェイスとしてペドロ・モラレスともタッグを組み、ブルート・バーナード&ジャック・グレイに勝利。同年12月4日には大阪府立体育館において、当時のWWFヘビー級王者ボブ・バックランドとも対戦した。
1980年1月17日、メキシコシティにおいてカネックからUWA世界ヘビー級王座を奪取。1980年代に入りスタン・ハンセンやハルク・ホーガンといったWWFからブッキングされるアメリカ人レスラーが頭角を現してくると、NWF王座を巡る戦線からは一歩退き、このUWA王座を賭けた猪木との新しい抗争をスタートさせた。同年11月開幕の『第1回MSGタッグ・リーグ戦』ではアンドレ・ザ・ジャイアントやダスティ・ローデスとのシングルマッチも行われている。
1981年5月には『第4回MSGシリーズ』に出場。WWFでのキラー・カーンとの試合で足を負傷したアンドレの代打として参戦だった。公式リーグ戦ではハンセンやホーガンとも対戦し、WWFのメインイベンターだったボビー・ダンカンやサージェント・スローターに勝利するなど、最後まで優勝戦線に残った。しかし、犬猿の仲とされるアブドーラ・ザ・ブッチャーの新日本プロレス参戦が決定したことを機に、同シリーズを最後に新日本プロレスを去る。事前にブッチャーの引き抜きを知らされていなかったことが離脱の原因とされる。

### 全日本プロレス参戦期（1981 - 1990年）
ブッチャーを新日本プロレスに引き抜かれた全日本プロレスと日本テレビは、報復として直ちにシンおよびハンセンの引き抜き工作を開始。馬場は新日本プロレス『第4回MSGシリーズ』開催期間中である1981年5月13日に、京王プラザホテルに滞在していたシンに電話で接触し、地方巡業終了後の5月19日にも電話でのアプローチを行った。『'81スーパー・パワー・シリーズ』終了後の6月13日、馬場は『全日本プロレス中継』のプロデューサーだった原章と共に、シンとの交渉のためにトロントへ出立した。同時に馬場と原は、ハンセンとも交渉すべくダラスにも向かっている。馬場は出発前にマスコミに対して「ハワイと台湾を回ろうと考えている」などと話しており、引き抜き交渉であることを極秘にしていた。馬場はダラスでテリー・ファンクと会談後にトロントに入り、馬場とシンとの会談の結果、全日本プロレスへの移籍が決定した。
シンは当初、6月24日に蔵前国技館で開催された新日本プロレス『3大スーパーファイト』において、ハンセンと組んで猪木&ローデスと対戦する予定であったが、全日本プロレス移籍決定に伴い出場をキャンセルした。翌月の7月3日、全日本プロレス『'81サマー・アクション・シリーズ』開幕戦のメインイベントにマネージャー役のボビー・ヒーナンと共に乱入し、馬場、ジャンボ鶴田、ビル・ロビンソン、ディック・スレーターを無差別に急襲。翌4日から正式参戦した。同年暮れの『'81世界最強タッグ決定リーグ戦』には同じく新日本プロレスから移籍してきた上田とのコンビで出場、シークとの因縁の対決も行われた。
1982年6月8日、馬場のPWFヘビー級王座に初挑戦。1983年7月26日には上田と組んで馬場&鶴田からインターナショナル・タッグ王座を奪取。テリー・ファンクやハーリー・レイスともシングルマッチで対戦したが、ハンセン&ブルーザー・ブロディのミラクルパワーコンビ、さらにはロード・ウォリアーズなど新世代の外国人レスラーの影に隠れ、全日本プロレスでは精彩を欠く存在であった。また、馬場は猪木が創り上げたシンとの対戦を、自分が猪木と比較されることを危惧して望んでいなかったともされる。1980年代後半は輪島大士の国内デビュー戦の相手を務めたり、全日本プロレスにUターンしたブッチャーと凶悪タッグを結成したりするものの、一時的な話題を提供するだけに留まった。
また、全日本時代のシンは新日本時代に比べ流血試合が大幅に減った上に体重が増加し、シンの売りであるスピーディーな暴れっぷりは徐々に衰えていった。

### 新日本プロレス再参戦期（1990 - 1992年）
1990年9月30日、横浜アリーナで行われたアントニオ猪木デビュー30周年記念イベントにおいて、宿命のライバル猪木と一夜限りの特別タッグを組み、アニマル浜口&ビッグバン・ベイダーから勝利を収めた。これを機に新日本プロレスへ復帰を果たす。
体力的な衰えは隠せなかったものの、全日本プロレス時代に比べて、その暴れっぷりはむしろ復活しており、長州力をはじめとするレスラーを次々と血祭りにあげた。
猪木のデビュー30周年に合わせ、親睦団体兼新タイトル「グレーテスト18クラブ」が設けられ、シンも開設当初はメンバーに迎えられた。クラブが設立された直後は猪木が同タイトルの一切の権限を持っていたが、すでにセミリタイアの状態であった猪木はこれを長州に譲った。しかし、シンは自分より格下としか認めていない長州の風下に立つことが癇に障り、長州やその周辺に対する凶行を重ねたため、後に除名されることとなった。
また栗栖正伸やキム・ドクとピラニア軍団を結成して共闘し、台頭してきた闘魂三銃士をはじめ、バンバン・ビガロやスコット・ノートンとも対戦。
リング外では馳浩が所有する自動車をバットでメッタ打ちにし、その因縁から1991年12月18日に馳と巌流島決戦を行うなど、健在ぶりをアピールした。

### インディー団体参戦期（1992年 - ）
1992年6月より、FMWに参戦。ストリートファイトマッチを始め、過激なデスマッチ路線を邁進していた同団体において、シンは水を得た魚の如く蘇り活躍した。FMWのリングでは大仁田厚を相手に関ヶ原でのノーピープル電流爆破デスマッチなどの名勝負を繰り広げ、息子のアリ・シン（当時のリングネームはタイガー・ジェット・シン・ジュニア）と組んでタッグリーグ戦にも参加した。また、シンをFMWに呼び寄せたともされたシークともタッグを結成したが、後に仲間割れした。その後はチーム・カナダと共闘してFMW正規軍やシークと抗争した。
その後もインディー団体を中心に来日を続け、NOWでは上田とのタッグを復活させたが後に仲間割れ、一転して抗争状態となった。IWA・JAPANではベビーフェイスに転じてミスター・ポーゴと抗争した。
2004年10月23日にはハッスルの愛知県体育館大会で小川直也と対戦、敗れはしたものの小川を流血させた。その後もハッスルに参戦して、レイザーラモンHG、ウォーレン・クロマティ、曙、ボブ・サップなどと戦い、彼らを血祭りにあげた。還暦を遥かに過ぎたとは思えぬスピードとスタミナ、自分の子供のような世代のレスラー達を狂乱ファイトで痛め続け、狂虎健在ぶりをアピールしている。2009年7月26日にはハッスルの両国国技館大会において、1989年以来となるブッチャーとの20年ぶりのタッグチームを結成するも、同士討ちによりシンがフォール負け。同大会の因縁勃発を受け、同月30日には19年ぶりにブッチャーとの一騎討ちが実現。試合のほぼすべてが場外戦の末、無効試合となった。
2011年8月27日、東日本大震災復興イベント『INOKI GENOME 〜Super Stars Festival 2011〜』に登場。恒例の猪木劇場において、ブッチャーと共に猪木を襲撃した。同年12月27日、『元気ですか!! 大晦日!! 2011』では、相棒だった上田馬之助の遺影を持ってリングに上がり、故人を称えた。
2024年（令和6年）春の叙勲に於いて、プロレス界での活躍や慈善篤志家として上記の東日本大震災時の支援を行ったことなどが評価される形で旭日双光章が授けられた。

## 人物
- ミスター高橋によると、初来日時における新日本プロレスでのシンは週給3,000ドルだったが、最終額は8,000ドル[44]まで上がっていた。
- 高橋は著書の中で、シンが狂人どころか非常に聡明で紳士的な人物であると強調しており、ヒールキャラクターは完全に演技であると記している。先述の通りインド社会では名士として知られ、インドで募金活動をするなど、善意や篤志もある。「手が付けられないほど、試合中に本当に狂ってしまったのは猪木」とも証言されている。
- 山本小鉄が巡業先のスポンサーの社長宅で、バーベキューに呼ばれたことがあった。社長が「外国人レスラーも連れてきてよ」と言ったため、当時外国人選手係だった山本小鉄はシンと一緒に社長宅へ赴いた。シンはターバンにスーツという、インド式の正装で現れた。そのうちバーベキューの火力が強くなり、段々汗ばんできたきたシンは、「社長、上着を脱いでもよろしいでしょうか」と一言断りを入れたという。シンの紳士ぶりを象徴する一例である。
- 天龍源一郎によると、シンは自分で財を築いたという自負が強く、天龍に「飛行場に着いて、タクシーに『タイガー・ジェット・シンの家まで』と言えば、俺の家に着く（それほど自分の家は大きい）」と何百回も自慢話を聞かせるので、如何に自分の力で財を成したかを自慢するシンには毎度苦笑していたという[45]。
- カナダのトロント地区はインド系住民の多い地であり[46]、この地でのシンは、デビュー直後の数年間を除いて一貫してベビーフェイスである。またアメリカのデトロイトなどでザ・シークと対戦する際もベビーフェイスとして活動している。
- オーストラリアで活動していた時はヒールのポジションであった。
- ヒールとしてのモデルはザ・シークであり、狂人を貫く点、決してプライベートを明かさない点にそれが見える。
- リングの内外を問わず、大変な倹約家として知られる。トロントでの事業が成功した大きな要因であり、それを物語る一例としてシンと親しい日本人プロレス記者は、「（シンがメインを取っていた全盛期の頃）週に100万円稼ぐシンが（来日中に）使う金は一日5,000円以下だった」と語る。
- 1977年1月、スタン・ハンセンが新日本に初参戦した当時、外国人レスラーのエース格としてシンが君臨していた。この頃のハンセンは「サンマルチノの首を折った男」との売り込みで多少の知名度はあったものの、先に参戦していた全日本では「馬力だけの不器用レスラー」と評され二流レスラーの扱いであった。そんなハンセンはシンとツアーを同行するうちに多大な影響を受けた。普段は物静かで寡黙なシンがリングに向かう時は急変してサーベルを振り回し大暴れしながら入場、さらに欧米では考えられない観客を追い回し時に暴行を加えるシーンなどがそれで、すぐにハンセンも自分のスタイルとして取り入れるようになる。
  - ハンセンは引退後にシンとの関係について「それまで見たことのないタイガーのナチュラルな暴れっぷりに、プロとして大きな感銘を受けた。自分の『ブレーキの壊れたダンプカー』というキャッチフレーズは間違いなくタイガーの影響だ。後に猪木からNWF王座を奪うことになり、この時初めて俺（ハンセン）は外国人レスラーのトップになったという実感が湧いてきた。アンドレは別格として、タイガーを超えたことが大きな喜びだった。タイガーとは親友ではないが、大きな存在であったことは間違いない。」と受けた影響の大きさを語っている。
  - シンとハンセンは新日本・全日本通算で10年以上もツアーを同行することになるが、リング内での絡みは非常に少なかった。決して不仲ということではなく、血で血を洗うような惨劇に発展しにくかったのはハンセンがシンを先輩としてリスペクトしていたことが大きい。事実この両者は互いに尖ったリングキャラクターでありながら、ツアー移動中のプライベートでは一緒に一枚の写真に収まっていることが多い。
- メインを張っていた全盛期は、「会場にいる者全てが俺の敵だ、だから俺は観客でもカメラマンでも殴る」と、自身のヒール哲学を徹底的に貫いていたシンだが、体力的な衰えとかつての盟友だった上田馬之助の交通事故が転機となり、ファンに愛されるヒールに転向。リビングレジェンドのイメージが色濃くなった2000年代は、観客に暴行を加え、それでなおかつファンに敬愛されるという唯一無二のキャラクターを確立している。プロレスの楽しみ方も多様化し、1970-1980年代のように本気でシンを怖がって逃げるファンは減り、逆にシンに襲われることを一種のステータスと認めている新世代のファンも現れた。
- 1990年代後半からはしばしばサイン会等を行い、ファンとの交流に努めるようになった。また、ゴージャス松野らとCDアルバム『愛が地球を救うのだ』を発表し、アニメ『妖怪人間ベム』の主題歌を熱唱、バラエティ番組『BANG! BANG! BANG!』にゲスト出演するなどプロレス以外のメディアでも活躍した。
- 初来日時から関係者も容易に近付けない雰囲気を放っていたが、実際は電話魔であり大の写真好き。暇ができるとカメラマンを呼び付けては自身の写真撮影を要求していた。
- 田中秀和リングアナは若い頃、新日本のリング上でプロレスラーに暴行を受けることがしばしばあった。田中はブログにて「シンが僕を襲う場合は悪役としての、プロとしての信念や魂のようなものを感じられた。シンが襲いに来るか否かは雰囲気で分かるようになったし、襲われると分かっていても僕は逃げなかった。シンが悪役のプロなら僕はシンに襲われるプロだ。しかし、ブッチャーの場合は単に殴られ損だったので、すぐに逃げた」と書いている。
- 来日間もない頃は英会話が苦手であり、いわゆるブロークン・イングリッシュでゆっくり発音していたため、日本人には却って聞き取りやすかった。ある日本人プロレス記者は、「陽気にペラペラ喋りたてるアメリカンと違い、シンの英語は不思議と誠意が伝わってくる」とも語る。
- 2007年ハッスルへの参戦では、昭和期のような凶悪度の高いファイトを展開した。青森大会で対戦したKUSHIDAが大流血に陥り、他の大会（主に後楽園ホール）では女性客にサーベルを突き刺し、OLをパイプ椅子で殴るなどの狂乱ファイトに、観客の子供は泣き、カップルは逃げ、客席で観戦していたスポンサーのお偉いさんも襲われるなど往年のシンの世界を繰り広げた。また、60歳を過ぎていたが肉体を維持し、100kgを超える相手選手にアルゼンチン・バックブリーカーを決めるなどコンディションを作っていた。
- 日本ではシンにブッチャーとザ・シークを加え、「世界三大ヒール」等と称されることが多い。相手選手を反則攻撃で痛めつけ、凶器で流血させる全盛期の基本スタイルは共通しているが、三者とも独自のキャラクターを築いていた。
  - ある日本人プロレス記者は、ザ・シークはレスラー仲間から尊敬されるヒール、ブッチャーはファンに愛されるヒール、そしてシンはファンに恐怖を与えるヒールと大別する。日本における三者の全盛期は多少ずれているが、一般的に1970-1980年代とされる。この頃、悪の限りを尽くしながらもブッチャーは絶大な人気を誇り、同じくシークは年齢的にピークを過ぎていたものの、プロモーターとしてビジネスをこなしていた。
  - 同じ頃シンは、既述の新宿伊勢丹襲撃事件を筆頭に観客や記者への暴行等を繰り返し、リングの外でもヒールキャラクターを貫いた。ブッチャーやシークは概ね試合中でのみ凶行に及び、リングを降りるとインタビューや写真撮影等に気さくに応じていたのに対し、シンの場合は控え室や移動中等でもファンや関係者をしばしば威嚇していた。その様子がメディアを通じて知られ、唯一無二の恐怖を与えるヒールを確立した。
  - またブッチャーとシークは、小型の鋭利な凶器で相手を静的に流血させることがほとんどであったが、三者の中で最も若く長身なシンは、小型の凶器からテーブル、テレビカメラの三脚、竹箒、三連パイプイス等と大型の凶器までを動的に使いこなし、リング狭しとスピーディーに暴れるスタイルを特徴とした。一時は手錠で相手の自由を奪ったり火を放ったりと演出も豊富であった。この違いについてアントニオ猪木は、「ブッチャーとシークのスタイルは残酷ショーだが、シンはそれと違う」と語る。
- 息子タイガー・アリ・シンらが幼少期の頃、来日に伴いシンが留守のときは家はジット夫人が守ることとなった。躾に厳しい母が常駐する一方、久方ぶりにシンが帰国すると幼い息子らを溺愛していた。そのため息子アリ・シンらにとっては、「家では母（ジット夫人）が悪役」であった。ただしケンカに負けて帰ってくると普段は優しい父シンも、「白人のガキどもなんかもっとブッ飛ばせ」と激怒したという。
- 2018年の時点でも狂人のギミックを守り抜いており、それ故に建前を取っ払った内容にする必要のある自伝を製作・許可しないと言われている。実際2010年代前半から半ば頃に企画されたものの、断念される結果に終わっている[47]。
- 2021年2月25日、シンが自身の財団を通じ東日本大震災における日本の被災児童へ支援を行ったことで、日本とカナダの友好促進に貢献したとし、佐々山拓也・在トロント総領事より表彰された[48]。

### 作られたヒール像
- 1972年、アントニオ猪木を代表に新日本プロレスが創立されるが、しばらくはNWAと日本プロレス（後に全日本プロレス）、AWAと国際プロレスとの提携により、当時ネームバリューの高い外国人選手のほとんどは、新日本プロレスへの参戦が事実上不可能であった。また、創立間もない新日本プロレスは高額のギャラを外国人レスラーに払える状況では無く、無名の選手を育て上げるしかなかった。そういった背景があって、タイガー・ジェット・シンを新日本プロレスに売り込んだのは、当時インドと独自のネットワークを築いていた吉田なる貿易商とされる。この吉田氏が香港でシンの試合を観戦し、新日本側に紹介したといわれている。猪木が無名外国人選手のプロフィールに目を通している時に、口にナイフを咥えているシンの写真に注目した。この時猪木は、「ナイフじゃなくどうせならサーベルでも咥えさせてみろ」と語ったという。
- このような状況で1973年の5月、シンは初来日した。ただし、本来は同年7月からのシリーズに参戦する予定だったのが、新日本プロレス渉外担当者の手続きに間違いがあり、シンは二か月早く来日してしまった。
- そこで同年5月4日、会場の川崎市立体育館の客席にシンを招いた。新日本プロレスにしてみれば、「手違いとはいえ、せっかく来日したのだから日本のプロレスを生で見てもらおう」という、シンに対する配慮だった。ところがこの日の山本小鉄対スティーブ・リッカード（英語版）の試合中、シンは突如乱入し、山本小鉄をメッタ打ちにした[3][49]。この時はターバンは巻いていたが、サーベルは持っていなかった。
- この様子を見た猪木は目玉レスラーになると考え、急遽渉外担当に命じシンを一旦香港へ向かわせ、業務用ビザを受けた後に日本へ戻るよう指示した。その間新日本プロレスは前述の猪木案を実現すべく、日本国内でサーベルを手配し、日本に戻ってきたシンに与えた。ヒールとして日本で活躍することを望んでいたシンは、大いに喜んだという。
- 既述の通りシンとスティーブ・リッカードは来日前から面識があったため、当初のシンはリッカードのセコンド役という位置づけだったが、その尋常ではない暴れっぷりに人気が集中し、シリーズ終盤にはついに対猪木との初シングル戦が実現した。
- このような経緯を経て、ターバンを巻きサーベルを振りかざすという、タイガー・ジェット・シン独自のスタイルが確立されたが、当時の新日本プロレスは、「タイガー・ジェット・シンは勝手に日本に来た。決して新日本プロレスが招いたわけでは無い」との旨のギミックでシンを売り込んだ。このギミックについて当時のスポーツ新聞はシンを「謎の怪人」「狂人（後述する）」等と報道し、一応の成功を収めた。後に「インドの猛虎」「狂虎」といった表現に落ち着く。

### 「襲撃事件」と「腕折り事件」
- 1973年11月5日、タイガー・ジェット・シンは2度目の来日中にビル・ホワイトら外国人レスラー数名と組み、倍賞美津子（当時の猪木夫人）と買い物中だったアントニオ猪木を新宿伊勢丹前で襲撃[3]、猪木はガードレールやタクシーのボンネットに頭からぶつけられ負傷・流血した。平日の夕刻、大勢の帰宅客で賑わっていた最中での出来事であり、一般の目撃者から警察にも通報された。
- 新日本プロレスに対する四谷警察署の対応は、「本当の喧嘩であれば猪木はシンを傷害罪で告発し、被害届を出せ。やらせであれば、道路交通法違反（道路無許可使用）で新日本プロレスを処分する」という厳しいものだった。これに対し新日本プロレスは、「やらせではない。シンは契約選手なので傷害罪で告発することは出来ないが、騒ぎを起こしたことは申し訳なく、お詫びなら幾らでもする」と始末書を提出し、事件は新日本プロレスに対する厳重注意で収まった。
- この事件はプロレスファンから広く一般まで話題となり[50]、シンは本当に狂っているのではないか（後述）という印象を強く与えた。以後猪木はリング上で制裁を加えると公言し、猪木対シンの試合は「因縁の闘い」として世間の注目を集めることとなった。事件直後の1973年11月16日、札幌中島スポーツセンターで超満員の中猪木と二度目の一騎討ちが実現。両者大流血の喧嘩ファイトとなった。
- それまでの猪木のファイトは正統派スタイルを売りにしていたが、対シン戦で猪木が見せた喧嘩ファイトは猪木の新たな魅力を引き出し、ファンの増加をもたらした。またシンという絶対悪が存在する限り、日本人受けが良いとされる勧善懲悪の世界を築くことができた。これら一連のシン効果により、新日本プロレスはメジャー団体への階段を昇る。
- 1974年6月、NWF王者猪木（当時）とのタイトルマッチ2連戦は、両者の遺恨がピークに達した試合と後に語り継がれる。同年6月20日東京・蔵前国技館においてシンは、猪木の顔面に火炎攻撃を仕掛けサーベルで滅多打ちにした。猪木はタイトルこそ反則勝ち防衛したものの、左目と頭部を負傷した。その傷が完治しないまま6日後の6月26日大阪府立体育館での60分3本勝負は、1本目がシンの徹底した反則攻撃により猪木は大流血。2本目に猪木の怒りが頂点に達し、シンの右腕に狙いを定めると鉄柱攻撃やアームブリーカーなどで集中的に攻め続けた。最後はシンの右腕を骨折させ、ドクターストップの末猪木がタイトルを連続防衛し、ここに両者の遺恨に一旦終止符が打たれた[51]。
- 双方の攻防は、いずれも一歩間違えればレスラー生命に関わる激しいものであったが、両者には互いが共栄していくためには、超えてはならない一線を超えることも是とする暗黙の了解があったとされる。当時の猪木は日本プロレスを追放されたも同然の身で、ライバル団体の全日本プロレスに追いつき追い越したいという野望があり、シンも新天地日本でトップヒールとして開花したいという、両者の強烈なハングリー精神が共感した上で、前述の遺恨試合2連戦が展開された。特に第二戦の大阪府立体育館においては、猪木対シンの試合開始1、2時間前から会場は超満員（8,900人）の観客で溢れ、入場出来なかった多くの熱心なファンが係員と押し問答となったり、ダフ屋では1,000円のチケットに5,000円の値がついたりと場外でも話題は尽きなかった。また、試合を生で観戦した者は「会場全体が、これから殺し合いでも始まるのではないかという異様な熱気と興奮に包まれていた」と当時の様子を回顧する。
- 後年、新宿伊勢丹襲撃について各関係者は以下のような証言をしていたが、最後はアントニオ猪木自身が事実を説明している。
  - ミスター高橋「猪木夫妻が了解済みのアングル作りであった」[52]。
  - ビル・ホワイト「やらせと本物のケンカ、どっちも正解だ。当時の新日本プロレスに密告者がいて、プライベートの猪木を襲ってみてはとけしかけられたのは事実だ。ただし我々はある程度良識の範囲内での襲撃を想定していたのだが、途中からシンが本気になってしまった。『オレ（シン）は世界一のヒールになるんだ』とあの日のシンは間違いなく理性を失っていた」とシンの予定外の暴挙が騒動に発展したことを明かしている。
  - アントニオ猪木は、これまでの見解として「会社の誰かが俺のスケジュールをシンに教えてけしかけていた可能性はあると思う。あの頃、新日本プロレスの社員はみんな必死にいろんなことを考えていたから、俺に内緒でそういうことを仕掛けるくらいのことはやりかねなかった」と[53]けむに巻いていたが、2006年の日刊スポーツの取材で「話題作りのため猪木自身が発案した演出」であった事実を説明している[54]。

## エピソード
- 新日本プロレス参戦時の1981年2月6日、上田馬之助やワイルド・サモアンズ（アファ&シカ）らと共に昼間から酒を飲み、札幌のストリップ劇場（札幌コマ劇場）で乱闘事件を起こしたことがある[55]。シンがサモアンズを囃し立てて舞台に上げようとしたところ、他の客と諍いを起こし、駆けつけた警察官にヘッドロックをかけて眼鏡のフレームを曲げてしまったという[55]。シンと上田は警察に連行されたが、当日は札幌中島体育センターで猪木とのUWA世界ヘビー級王座戦が組まれていた。最悪の場合、興行の目玉であるタイトルマッチが中止になるところだったが、眼鏡を新日本側で弁償することで拘留は避けられ、無事に試合に出ることができたという[55]。
- 新日本プロレスへの参戦以前、カナダで活動していた頃には「ヒンズー・ハリケーン」のリングネームを使用していた[3][56]。
- シンは怖いレスラーの象徴であり、ファンに恐怖心を与えていたがゆえに警察にも何度か世話になっている。初めに警察に通報されたのはテレビを見た視聴者からであった。サーベルのことを「あんな危険なものを使わせていつも猪木さんや坂口さんが血まみれにされているから取り締まることはできないのか」という通報を受けて、新間寿と共に警視庁に呼ばれて本部に行ったことがある。そして2度目はサーベルを持ってくるように言われ、新間は警官にサーベルを見せて「切っ先は尖っているわけではなく、人を刺すためのものではない。タイガーがサーベルを使う時は、柄の部分で攻撃をする。刺したり、切ったりが目的ではないことは、テレビを見ていればわかるでしょう」と説明した[49]。
- 新宿伊勢丹事件における四谷警察署の対応は、もし猪木が告訴するのであれば10人がかりで逮捕しに行くとしていたが、新間は「璽光尊事件で双葉山を逮捕に行った警察官が何人だったか知っていますか?20人以上ですよ」と警察に返答した[49]。
- 1970年代半ばの新日本プロレスは、シンを中心に回っていると言っても過言では無かった。事実シンが登場する興行は飛ぶように売れ、新日本プロレスはシンが登場しない興行との抱き合わせ販売もした。またNWFがシンを介して様々な手法で新日本プロレスに揺さぶりをかけたかのように見せ、当時はマイナーなタイトルだったNWFのベルトやタイトル戦の付加価値を高めた。
- 新日本プロレス時代、『ワールドプロレスリング』の放送局であるテレビ朝日には毎週のようにシンの狂乱ファイトに抗議する電話が寄せられ、テレビ朝日に10台ある電話全てがパンクしたという。抗議電話の中には、「テレビ朝日の社長を出せ」といった内容もあったという。テレビ朝日はビデオリサーチやニールセンによる視聴率調査の他にもこの抗議電話も視聴率の指標とし、抗議電話の回数が多かった場合はすぐに高視聴率であると判断していたという（シンが参戦したシリーズにおける視聴率発表日は『'77アジア・チャンピオン・シリーズ』までは放送の翌週、『'78新春黄金シリーズ』以降は放送の翌日に発表）[57]。
- 輪島のプロレスデビュー直後、シンは『全日本プロレス中継』の実況を担当していた若林健治をホテルのレストランに呼び出し、輪島VSシンの視聴率について質問した。その際若林は「この時間帯はゴールデンタイムだから、もっと数字がほしい。そのために、シンの力を借りたい。生意気を言わせてもらうが、もっとヒールになってほしい。あなたはプロ中のプロだから、今後は輪島に対してもっとめちゃくちゃ暴れてほしい。ファンが『帰れ!』と怒り出すほどのファイトをするのが、シンです。そういう試合をやってほしい」と返答したという[58]。
- 既述の新宿伊勢丹事件の際、タクシーのボンネットをへこまされたタクシー会社は新日本から弁償の申し出を受けると「弁償なんてとんでもない。ウチはいまみんなで、これは面白いからって猪木さんにサインでもしてもらって、ボンネットをどこかに残していこうという話をしていたんです」と返し、2〜3日後に新日本の関係者はサインとグッズを持ってタクシー会社を訪問し、事態は丸く収まった。
- ミスター高橋によると既述の「腕折事件」以後、骨折していることを装うため帰国までシンの右腕に包帯を巻き続けることを提案した。何日も同じ部位を覆っていたため後に腕の皮膚が炎症を起こしたが、シンは帰国までこれを実行したという。
- 今では当たり前のように見られるリング外の場外フェンスは、1980年から新日本プロレスがシン対策（観客の安全を確保するため）として常設したのが最初である。フェンス設置直後は、オーバー・ザ・フェンスなる新ルールが設けられた（相手選手をフェンスの外に出せば反則負け）。これにより場外乱闘の行動半径が狭められる格好となったが、代わりにシンはフェンス目掛けてパイプ椅子を投げつける、通称「イス投げ」というムーブメントを確立した。
- 1979年8月26日、東京スポーツ社主催『プロレス夢のオールスター戦』で、ファン投票で1位に選ばれたメインカードが、シン&アブドーラ・ザ・ブッチャー対馬場&猪木（BI砲）であった。対戦前は「俺がブッチャーと組むくらいならむしろ猪木と組んで、ブッチャー・馬場組と対戦してやる」と、ブッチャーとのコンビを露骨に拒否したが、後年「あのオールスター戦のことはよく覚えている。もしメインが、ザ・ファンクス対馬場・猪木であれば、全日本プロレスの色が相当濃かっただろう。それを押さえて俺（シン）を含めたカードが1位で、しかもメインをとったことは今でも誇りに思う」と語っている。ちなみに馬場は引き分けで終わることを望みそれで予定はほぼ決まっていたが、試合直前に猪木から馬場へ電話があり、「俺（猪木）とシンで話がついたから」と語り、結果はシンのピンフォール負けであった。
- 新日本参戦時の試合中に、観客に傘で殴りかかられたことがある。その際には徹底的な制裁を加え、続行中の試合実況において「先ほどのお客さんは病院に搬送されました」というリポートがあった。当時の東京スポーツでも、「決してマネをしないでください」という見出しと共に掲載されたが、これは実際には「一般人にも容赦なく暴行を加えるシン」の恐怖を演出するためにミスター高橋が仕掛けたものであり、シンに殴りかかったのは一般人ではなく、当時新日本プロレスの営業マンだった稲川好繁である。事前の打ち合わせでは、高橋は稲川に「シンには手加減するように言っておくから」と思い切り攻撃するように伝え、逆にシンには「たとえ素人相手でも手加減したらウソっぽくなるから」と、思い切り反撃するように伝えたという。果たせるかな、稲川は安心して思い切りシンに攻撃を加えたが、聞いていた話と違い、シンに容赦ない反撃を喰らい本当に病院送りになってしまい、後年「あれは酷かったな」と苦笑しており、高橋の方も、「彼（稲川）には悪い事をした。今更遅いけど。」と語っている[59]。
- 入場テーマ曲は『サーベルタイガー』（小久保隆）[60]で、新日本プロレス時代からハッスル時代迄、彼の主戦場で流されている。ただし全日本プロレスでは、ブッチャーやザ・シークのテーマ曲でもあった『吹けよ風、呼べよ嵐』（ピンク・フロイド）が使用された。全日本プロレスにおいて同曲は、日本テレビの選曲による凶悪レスラーの入場テーマ曲」という扱いであったためである。シン対シーク、シン対ブッチャーが実現したときは、双方の入場時にこの曲が流された。
- 1979年、栗栖正伸が家族と共にアメリカへ移住するため飛行機に乗っていた時、栗栖の赤ちゃんがなかなか泣き止まないことがあった。たまたま同じ便に乗り合わせていたシンは、「私（シン）は長距離の移動は慣れているし、うちにも同じ年頃の赤ちゃんがいる。」と言って栗栖の赤ちゃんを抱きかかえ、そのままベビーシッター役を引き受けた。栗栖はシンに深く感謝し、その出来事をずっと忘れずにおり、実際、1990年にシンが新日本プロレスに戻って来たときには栗栖は恩返しとばかり「イス大王」としてシンに加担した。
- 新日本プロレス時代のサーベルは新日本側で準備していたものであり、全日本プロレス熊谷大会に乱入した際、凶器はサーベルではなく、モップの柄を使用していた。そして全日本参戦初日に自費でサーベルを購入している[32]。
- 全日本プロレス時代、シンが観客を負傷させたり、会場設備を破損した場合に備えて、全日本プロレスはそれを補償する保険に加入していた。和田京平は「シンの暴れっぷりには参った。あんなヤツには二度と会いたくないです」と述べている[61]。
- ブッチャーの新日本プロレス移籍の第一報を伝えたのはテリー・ファンクであった。トロントの自宅にいたシンにテリーが電話で移籍の旨を伝え、シンはすぐさま折り返し新日本プロレスに確認の電話をした。
- インド人コミュニティーが存在する南アフリカでプロレスのブッカーをしていたこともある。
  - 1987年、全日本プロレスにオファーを出し、ジャイアント馬場はそれに応えてハル薗田をブッキングした。ハル薗田とその妻は新婚旅行も兼ねて南アフリカに向かったが、その往路、南アフリカ航空295便墜落事故に遭遇し不帰の人となった。この時ばかりはシンも沈痛な面持ちで、マスコミのインタビューには背広姿で現れ、「ソノダと彼のワイフをこの様な事故で死なせてしまったことは大変申し訳ない」「彼（ソノダ）はとても良い友人でした」と、普段のギミックからは想像も付かない様な真摯な対応を見せた。
  - その姿はヒール姿しか知らぬ日本のプロレスファンに、薗田の事故死とはまた別の意味で大きな衝撃を与えることになった。薗田夫妻の事故死はもちろんシンには何ら責任はないものであるが、その『償い』として犬猿の仲であるアブドーラ・ザ・ブッチャーと地上最凶悪コンビを結成し、全日本プロレスの興行に貢献したとされる。
  - とはいえ、この一件も大きなきっかけとなってシンのヒールキャラクターがあくまでギミックであることが明らかとなり、その後のシンのキャラクター性はヒールの内であっても大きく変化してゆくことになる。それまで悪役として対戦相手（のみならず観客までも）を痛めつけることに終始していたシンが、ほどなくしてブッチャーと仲間割れよりコンビを解消した。これを機に一転して如何にブッチャーより人気を得るかにシフト、観客からシンコールを受けることになる。
- テレビ東京『開運!なんでも鑑定団』において、シンから譲り受けたサーベルに40万円の鑑定額がついたことがある。
- 札幌巡業中、ススキノで飲んで上機嫌になったシンと外国人レスラー数名が、悪戯に近くに停めてあった車数台をひっくり返し、本当に警察沙汰になったことがある。
- 函館巡業中、すし屋へ行って「金魚を握ってくれ」と言ったことがある。
- ヘビが苦手であるにもかかわらず、上田馬之助によって中野駅前の蛇料理店や、まむしラーメンで名高いミスター高橋経営のラーメン店に連行された。
- リングネームは、日本語では一般的に「タイガー・ジェット・シン」と表記されるが、東京スポーツだけは1990年代中期辺りから「タイガー・ジット・シン」と表記している。本項の冒頭にある通り、ミドルネームの英語表記は "Jet" ではなく "Jeet" であり、後者の発音からすると「ジット」となるのが正しいという。そうした旨の申し入れがシン本人からあったため、以降は「ジット」と表記するようになったという。
- 1994年7月8日付東京スポーツ1面トップで「シン7万円（1,000カナダドル）詐欺逮捕」と報じられる。同紙、並びに『紙のプロレス』第11号で本人は全面否定。
- 地元では慈善事業家としての一面もありこちらでの評価も高く、2010年9月に自身の名前を冠した公立高校が、カナダのオンタリオ州ミルトンに開校した[62]。
- 来日外国人レスラーの中で、日本でタッグを組んだことがある日本人選手の数は最多級である（上田、マサ斎藤、ラッシャー木村、鶴見五郎、阿修羅・原、ザ・グレート・カブキ、キラー・カーン、猪木、栗栖、剛竜馬、安生洋二、ゴージャス松野など）。
- 短期間ながらもFMWで活躍していた時期があったため、女子プロレスラーとも縁がある。
  - 井上京子とカレーの早食いマッチが実現した。シンは辛いものが苦手であるが、対決の最中はそのような弱みを一切見せずこれに勝利した。
  - 井上貴子がスタンガンを凶器にヒールとして活躍していた頃、自身を「女タイガージェットシンと呼んで下さい」とアピール。
- 2011年3月11日に起きた東日本大震災の一報を聞き、真っ先に安否確認の電話をした相手は上田馬之助だった。

## 得意技
コブラクロー
シンの代名詞とも称される技で、フォール勝ちのほとんどをこの技で収めている。建前上は、指を2本折り曲げてVの字を作った状態で頚動脈に押し当てて相手を酸欠状態に陥れる合法的な技とされるが、実際はチョーク攻撃（反則）に過ぎなかった。しかし、前述の通り創立間もない頃の新日本プロレスは、営業面でシンを看板選手として売り込む必要があり、彼の残虐性と実力とをビジュアル的にアピールすべく、コブラクローを反則としない暗黙の了解があったとされる。そのため新日本プロレスが名付け親の感が強く、それを嫌ってか、全日本プロレス移籍後はこの技を「タイガークロー」と呼ぶ解説者もいた。シンの他にはこの技の使い手はほとんど見られない。

この技の繰り出し方は主に3通りある。
- 相手がリング中央で立っている時
相手を蹴る、あるいは殴る等をして相手が一瞬無防備になった隙に仕掛けるが、あまり決定打にはならない。
- 相手をロープに振ってカウンターで仕掛ける
最初は立っている状態で仕掛け、のち相手を仰向けに倒して馬乗り状態で仕掛けながらピンフォールする。このパターンで多くのフォール勝ちを納めている。ただし、技に入る直前のモーションが大きく、それを見抜かれて相手にかわされることもしばしばある。
- ロープ際 → エプロン → 場外 へと相手を誘う
ファンが最も興奮するのがこのパターンとされる。まずロープ際の相手にコブラクローを仕掛ける。相手はロープを掴むので、レフェリーはロープブレイクを宣言するがシンはそれに応じない。この時点で反則には違いないので、完全なチョーク攻撃へとシフトする。反則負けとされるカウント5の直前に、一瞬手を緩め、反則カウントをリセットさせ、またチョークを仕掛ける。これを繰り返している間に、自然と両者は徐々にリングの外へと移動し、やがてエプロンへ達する。次に、エプロンからはみ出た相手の頭部を、さらに下方の場外へと向けて締め下ろし、同様に反則カウント5をとられないようにこれを繰り返し、最終的に相手が場外へ落ち、直後に場外乱闘へと発展する。

ブレーンバスター
本来の意味での「脳天砕き」とは異なり、相手を大きく後方に投げる技ではあるが、しばしばこれでフォール勝ちを収めている。ただし受身があまり上手くないシンは、自身の頭部もダメージを受けることを避け、1980年代からはブレーンバスターの姿勢で相手を担ぎ上げ、ボディスラム気味に投げるスタイルが多く見られた。
足4の字固め
相手の脚を4の字に固める技。正統派レスリングの時、グランドの攻防で時折使っていた。
コブラシザース
相手の首から顎にかけ、自身の脚を4の字に固める技。自身のスタミナを回復出来るメリットがあり、試合中盤によく使っていた。アントニオ猪木を失神させたことがある。別名首4の字固め、ヘッドシザース。
凶器攻撃
トレードマークのサーベル、ターバンを筆頭に客席のパイプ椅子攻撃が特筆される。従来はほとんどのレスラーがパイプ椅子を畳んだ状態で広く平面的に殴っていたのに対し、シンは鋭利な部分で突きピンポイントにダメージを与える新たな方法をとった。サーベルは柄の部分で相手を殴ることがほとんどで、剣先で刺したレスラーは大仁田厚他数えるほどしかいない。また猪木にサーベルを奪われ、自身が剣先で刺されたこともある。
解説者が「何でも凶器にする」と言う通り、使用したアイテムは上記に加えビール瓶、三連パイプイス、テーブル、スパナ、木槌、ゴング、チャンピオンベルト、傘、ヘルメット、空き缶、脚立、ほうき、バケツ、チェーン、縄、ジュラルミンケース、リングロープ、タッチ用ロープ、フォーク、スプーン、靴、泥、石灰、鉄柱、アジャスター金具、場外フェンス、タオル、ポール、折り畳みの腰掛等と多岐に渡る。
反則技（凶器を使わない）
目潰し、噛み付きといったそれまで良く知られていた反則技に加え、急所攻撃が特筆される。試合中、自身が追い込まれ防戦一方と見せかけて、レフェリーの死角をつき、油断した相手の股間に一撃を加え一瞬で攻防を逆転させることがしばしば有った。ちなみに対猪木との最後の公式試合も、シンの急所攻撃→反則負け、である。
アルゼンチン・バックブリーカー
1975年に猪木からギブアップを奪った、シンの隠れたフィニッシュ・ホールド。
トーキック
ブーツの爪先で相手の腹を鋭く蹴り上げる。繋ぎ技として多用した。

## 獲得タイトル
ワールド・チャンピオンシップ・レスリング
- IWA世界タッグ王座（オーストラリア版）：1回（w / シンタロー・フジ）[14]

メープル・リーフ・レスリング
- NWA USヘビー級王座（トロント版）：1回[6]
- NWAインターナショナル・タッグ王座（トロント版）：2回（w / フレッド・アトキンス、ブル・カリー）[5]

NWAオールスター・レスリング
- NWAカナディアン・タッグ王座（バンクーバー版）：1回（w / デニス・スタンプ）[64]

ナショナル・レスリング・フェデレーション
- NWF世界ヘビー級王座：1回[19]

ユニバーサル・レスリング・アソシエーション
- UWA世界ヘビー級王座：1回[25]

新日本プロレス
- NWF世界ヘビー級王座：1回[19]
- NWF北米ヘビー級王座 : 1回[65]
- NWA北米タッグ王座：1回（w / 上田馬之助）[20]
- アジアヘビー級王座（新日本プロレス版）：1回[66]
- アジアタッグ王座（新日本プロレス版）：1回（w / 上田馬之助）[67]

全日本プロレス
- インターナショナル・タッグ王座：1回（w / 上田馬之助）[35]

フロンティア・マーシャルアーツ・レスリング
- WFDA世界マーシャルアーツ王座：1回